# Подводные лодки типа «Колумбия»
Подводные лодки типа «Колумбия» — проектируемый тип перспективных стратегических атомных подводных лодок ВМС США, предназначенных для замены подводных лодок типа «Огайо» системы «Трайдент». 
Предназначены для замены лодок типа «Огайо» в качестве основного носителя баллистических ракет морского базирования; лодки типа «Огайо» планируется выводить из состава флота по одной в год, начиная с 2027 года.
Начало строительства планировалось на 2021 год, а ввод в эксплуатацию головной лодки — в 2031 году (через 50 лет после того, как стали поступать на вооружение лодки предшествующего типа «Огайо»).. Головной корабль проекта, USS District of Columbia (SSBN-826), заложен 4 июня 2022 года.

## Обзор
Подводные лодки будут иметь длину около 170 м, диаметр корпуса 13 м, что практически совпадает с размерениями лодок типа «Огайо».
Каждая подводная лодка будет иметь 16 ракетных шахт с ракетами «Трайдент II» D5LE.
Хотя проект всё ещё дорабатывается, уже известны некоторые предварительные характеристики кораблей:
- ширина корпуса (13 м) не меньше, чем у лодок типа «Огайо»
- 16 пусковых шахт, вместо 24 у лодок типа «Огайо»[6]. По некоторым сообщениям (ноябрь 2012 года) предполагалось, что количество ракет снизится до 12[8], однако, другие источники не подтверждают эту информацию[9][10].
- пусковые шахты того же диаметра (2,21 м) и длины, что и у лодок типа «Огайо», достаточные для размещения ракет D5 «Трайдент II».
- хотя «Колумбия» имеет меньшее количество пусковых шахт, чем «Огайо», её подводное водоизмещение примерно такое же.
- 42-летний срок службы (планируется, что за этот срок каждая подводная лодка выйдет на патрулирование 124 раза)[11]
- Работа реактора без перезагрузки топлива в течение всего срока службы (в отличие от лодок типа «Огайо», которые требуют перезагрузки реактора в середине срока службы).

Кроме того, ВМС США заявили, что «из-за уникальных требований, имеющих стратегическое значение, лодки SSBN(X) должны быть обеспечены всеми современными возможностями, чтобы обеспечить живучесть на протяжении всего 40-летнего срока службы».
В ноябре 2012 года Военно-Морской Институт США сообщил, ссылаясь на Командование военно-морских систем, дополнительную информацию о проекте:
- Х-образные кормовые рули
- установленные в надстройке горизонтальные рулевые плоскости
- электродвижение (главный всережимный гребной электродвигатель вместо турбозубчатых аппаратов и электродвигателей экономичного хода)
- новые лодки будут использовать некоторые компоненты лодок типа «Вирджиния» для того, чтобы снизить риски и себестоимость строительства.[13], в том числе: водомётный движитель, звукопоглощающие покрытия и носовая ГАС с широкой апертурой.

Лодки также могут быть оснащены так называемой «объединённой тактической подводной системой» (Submarine Warfare Federated Tactical System, SWFTS), по сути — БИУСом, который объединяет сонар, оптические средства наблюдения, управление оружием и т. д.
Всего планируются к постройке 12 лодок (при определении необходимого количества лодок, состоящих на вооружении, ВМС США учитывает, сколько лодок будет одновременно находиться на патрулировании и в пунктах базирования, количество баллистических ракет на каждой лодке, вероятность того, что лодка не будет обнаружена противником и сможет запустить ракеты, график технического обслуживания лодок.).
Строительство головной лодки планируется начать в 2021 году, завершение постройки первой подводной лодки запланировано на 2030 год, ввод в эксплуатацию — в 2031 году. Строительство всех 12 лодок планируется завершить к 2042 году, лодки будут оставаться в строю до 2084 года.
28 июля 2016 года было сообщено о возможном наименовании первого корабля класса «Колумбией», в честь федерального округа, где находится столица Соединенных Штатов.. 14 декабря 2016 года секретарём ВМС Рэем Мабусом официально головной лодке присвоен тактический номер SSBN-826 и имя «Колумбия».
Планируется, что лодки этого типа будут находиться в составе ВМС США до 2085 года.

## Проектирование

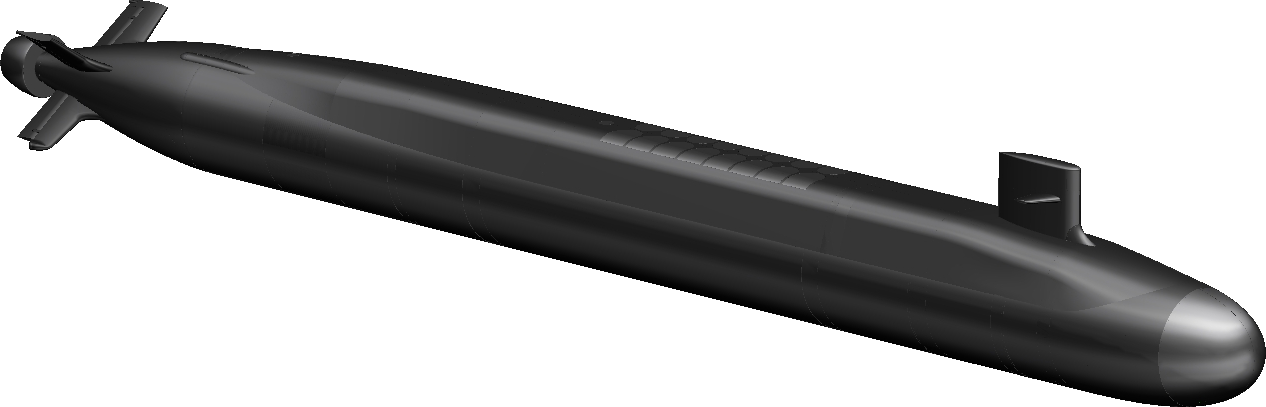
Концепт (2012 год)

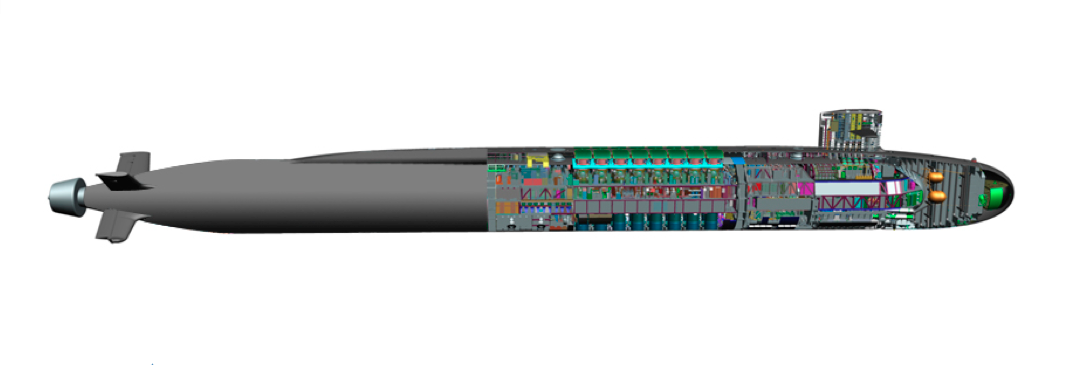
Изображение в разрезе

В декабре 2008 года «General Dynamics Electric Boat Corporation» была выбрана в качестве разработчика общего ракетного отсека.
Проектирование новых лодок осуществляет компания «Electric Boat», в сотрудничестве с верфью «Newport News Shipbuilding». В конце 2016 года около 3000 сотрудников компании «Electric Boat» были привлечены к рабочему проектированию.

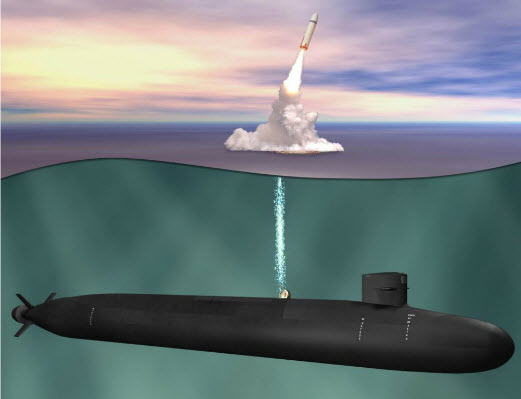
Подводная лодка «Ohio Replacement»

Для сокращения затрат на разработку изучались различные варианты проектирования, включая добавление ракетных шахт к существующим многоцелевым лодкам типа «Вирджиния», использование проектов модернизации лодок типа «Огайо» и разработку принципиально новой конструкции.
Используя информацию об этих исследованиях, ВМС США пришли к выводу, что разработка новой конструкции будет наиболее приемлемым вариантом, который сможет удовлетворить всем техническим требованиям.
Немаловажно, что использование модернизированных проектов лодок типа «Вирджиния» и «Огайо» предполагает дорогостоящую реконструкцию и перезагрузку ядерного топлива в середине срока службы, в то время как современные концепции атомного флота требуют, чтобы реактор работал без перезагрузки топлива в течение всего срока службы корабля.
В апреле 2014 года флот завершил спецификацию лодок по программе замены «Огайо». Технические детали состоят из трёх 100-страничных томов документов подробно описывающих конфигурацию, конструкцию и технические требования. Документы включают 159 спецификаций, включая системы вооружения, пути эвакуации, трубопроводы, люки, двери, системы водоснабжения, и устанавливают длину корабля в 170 м, чтобы обеспечить больший объём внутри прочного корпуса.
Конструкторская проработка и разработка технологий по прогнозам будет стоить 4,2 млрд долл. (в ценах 2010 года), хотя для экономии средств везде, где это возможно, будут использованы технологии, применяемые в лодках типов «Огайо» и «Вирджиния».

## Конструкция

### Электрический привод
Электропривод — это силовая установка, которая использует электрический двигатель для вращения винта корабля или подводной лодки. Он является частью более широкой концепции (интегрированное электроснабжение), целью которой является создание «электрического корабля».
Электрический привод должен снизить стоимость жизненного цикла подводных лодок и, в то же время, уменьшить акустическую сигнатуру.
Турбоэлектрический привод использовался на американских линкорах и авианосцах в первой половине XX века. Позже две атомные подводные лодки, USS Tullibee (SSN-597) и USS Glenard P. Lipscomb (SSN-685), были оборудованы турбоэлектрическими двигательными установками, однако они в течение всей службы испытывали проблемы с надежностью и были сочтены недостаточно мощными и трудоёмкими в техническом обслуживании..
В настоящее время (на 2013 год), только французский флот использует турбоэлектрические двигатели на атомных подводных лодках типа «Триумфан».
Концептуально электрический привод является лишь частью двигательной установки (он не заменяет атомный реактор и паровые турбины). Вместо этого он заменяет редукторы (механический привод), используемые на более ранних атомных подводных лодках. В 1998 году, Совет военных наук предсказывал создание атомной подводной лодки, которая будет использовать усовершенствованный электропривод, устраняя необходимость в редукторах и паровых турбинах.
Турбогенераторы преобразуют механическую энергию турбины в электрическую энергию, которая затем используется для питания бортовых систем, а также для приведения в движение посредством электрического двигателя.
Различные типы электродвигателей разрабатываются и уже разработаны как для военных, так и для гражданских судов. Наиболее перспективными для применения в подводных лодках ВМС США считаются двигатели с постоянными магнитами (разрабатываются компаниями General Dynamics и Newport News Shipbuilding) и синхронные двигатели с высокотемпературными сверхпроводниками (разрабатываются компаниями American Superconductors и General Atomics).
Более поздние данные показывают, что ВМС США, по-видимому, склоняется к двигателям с постоянными магнитами и радиальным зазором (например, эскадренные миноносцы типа «Замволт» используют усовершенствованный асинхронный двигатель). Двигатели с постоянными магнитами проходят испытания по программе «Large Scale Vehicle II» для возможного применения в последних модификациях лодок типа «Вирджиния», а также в перспективных подводных лодках. Двигатели с постоянными магнитами, разработанные компанией «Сименс АГ», используются на подводных лодках проекта 212.
Сообщается, что английские подводные лодки типа «Дредноут» (разрабатываются для замены лодок типа «Вэнгард») будут оснащены безвальными электродвигателями (Submarine Shaftless Drive, SSD), установленными за пределами прочного корпуса. SSD был оценен ВМС США, но остается неизвестным, будут ли лодки типа «Колумбия» им оснащены..
На современных атомных подводных лодках паровые турбины связаны с редукторами, через которые приводятся в движение винты или водомётные движители, с SSD же паровые турбины приводят в движение электрогенераторы, которые через герметичное электрическое соединение подают питание на водонепроницаемые электродвигатели, установленные снаружи и вращающие водомётный движитель, хотя существуют концепции SSD, не использующие водометный движитель.
Более свежие данные, включая масштабную модель «Колумбии», представленные на Морской, воздушной и космической выставке 2015 года, организованной Военно-морской лигой, показывают, что «Колумбия» будет оснащена водомётным движителем, визуально похожим на движитель лодок типа «Вирджиния».

### Общие ракетные отсеки
В 2012 году ВМС США объявили о планах использовать на SSBN(X) конструкцию общего ракетного отсека (Common Missile Compartment, CMC), разрабатываемую ВМС Великобритании для предполагаемой замены лодок типа «Вэнгард»..
Ракеты внутри CMC будут размещаться блоками по четыре ракеты..

## Строительство
Первоначально планировалось начать строительство первой серии этого проекта в 2017 году, чтобы ввести первую подлодку в строй уже в 2021 году (и начиная с 2026 по 2035 год вводить в строй по одной лодке в год).
Сейчас начало строительства планируется на 2021 год.
Предварительно стоимость строительства первой лодки оценивалась примерно в 6,2 млрд долл. в ценах 2010 года, реально она составит 8,5 млрд. долл. в актуальных ценах на момент заказа. Средняя цена одной АПЛ типа «Колумбия» планируется в 9,15 млрд долл. с учётом оплаты строительства каждой подлодки в разное время. Общая стоимость жизненного цикла всех лодок этого типа оценивается в 347 млрд долл. Ожидается, что высокая стоимость подводных лодок приведёт к значительному сокращению объёмов военно-морского строительства.

### Подрядчики
В 2014 году «Northrop Grumman» был выбран в качестве основного разработчика и производителя блоков турбогенератора.
В марте 2016 года ВМС США объявили, что компания «General Dynamics Electric Boat» выбрана в качестве генерального подрядчика и ведущего разработчика; «Electric Boat» будет выполнять бо́льшую часть работ на всех 12 подводных лодках, включая окончательную сборку (аналогично, все 18 лодок типа «Огайо» были построены этой же компанией).
«Newport News Shipbuilding» (подразделение компании «Huntington Ingalls Industries») будет основным субподрядчиком, участвующим в проектировании и строительстве в объёме 22—23 % необходимых работ.

## Представители
| Название и тактический номер        | Дата заказа    | Закладка    | Спуск на воду | Вступление в строй | Базирование | Статус   |
| ----------------------------------- | -------------- | ----------- | ------------- | ------------------ | ----------- | -------- |
| USS District of Columbia (SSBN-826) | 30 марта 2016  | 4 июня 2022 |               |                    |             | Строится |
| USS Wisconsin (SSBN-827)            | 30 ноября 2020 |             |               |                    |             | Заказана |

## Критика
Некоторые источники, такие как Федерация американских ученых (FAS) считают, что количество лодок должно быть ниже из-за постоянно сокращающегося после окончания холодной войны количества патрулирований. ФАС проанализировала текущие и прошлые развёртывания лодок типа «Огайо» и рассчитала количество ежегодных выходов на патрулирование. Результаты этого исследования показали, их число сократилось на 56 % с 1999 по 2013 год. ФАС утверждает, что при сохранении высокого количества ежегодных выходов на патрулирование, характерного для предыдущих периодов, можно обойтись меньшим числом лодок.
Однако ВМС США не согласен с оценкой ФАС.